# 21922 Mocz
21922 Mocz è un asteroide della fascia principale. Scoperto nel 1999, presenta un'orbita caratterizzata da un semiasse maggiore pari a 2,2478617 UA e da un'eccentricità di 0,1379638, inclinata di 7,19616° rispetto all'eclittica.